# Ferrovia Bari-Barletta
La ferrovia Bari-Barletta è una linea ferroviaria italiana che collega le città pugliesi di Bari e Barletta con numerosi centri dell'entroterra regionale dislocati su due province, con un bacino di utenza di circa 700.000 abitanti.
La gestione della linea è curata dalla società Ferrotramviaria, che vi opera in qualità sia di gestore dell'infrastruttura sia di impresa ferroviaria e che nel medesimo bacino effettua anche un servizio automobilistico.

## Storia
I primi progetti per la trasformazione in ferrovia elettrica a scartamento normale della tranvia Bari-Barletta risalgono al 1908, spinti anche dal disservizio rilevato dagli utenti e dai comuni interessati; dopo vari tentennamenti, la Societè des Chemins de fer economiques de Bari-Barletta et extensions S.A., azienda belga esercente la linea, nel 1924 presentò un progetto alle autorità competenti, ottenendo la relativa concessione con Regio Decreto n° 2358 del 17 dicembre 1925.
La posa della prima pietra avvenne a Bari il 20 settembre 1925; presentato nel marzo 1927 il progetto esecutivo, i lavori iniziarono l'anno successivo, ma furono interrotti nel 1934 a causa di difficoltà finanziarie dovute alla mancata corresponsione dei contributi dovuti dai comuni attraversati dalla costruenda ferrovia. Nel medesimo anno, inoltre, la società belga fu posta in liquidazione, e tre anni dopo la concessione passò una nuova società romana, la Ferrotramviaria Società Anonima Italiana (poi S.p.A.), che continuò l'esercizio a vapore fino al 1959.
I lavori ripresero solo nel luglio 1948 sulla tratta Barletta-Andria, e furono ultimati nel 1964 con l'adeguamento allo scartamento ordinario da 1435 mm e l'installazione della linea elettrica a corrente continua a 3000 volt.
Dopo sei mesi di pre-esercizio, l'inaugurazione della nuova ferrovia avvenne il 30 settembre 1965 alla presenza del Presidente del Consiglio Aldo Moro, del ministro dei trasporti Angelo Raffaele Jervolino, del sindaco di Bari Gennaro Trisorio Liuzzi e di altre autorità civili, militari e religiose. Il servizio regolare iniziò il successivo 4 ottobre.
Alla luce dell'utilizzo di materiale relativamente moderno, sin dall'inizio si mantenne elevato il traffico sia passeggeri (stante la popolosità dei centri serviti) sia merci (data la presenza di zone di produzione ortofrutticola).
Nel 1983, in previsione della messa in servizio di ulteriori elettromotrici, vennero acquistati dall'Ansaldo 5 gruppi raddrizzatori in sostituzione di quelli meno potenti presenti presso le sottostazioni elettriche di Bitonto e Andria. Sempre per il potenziamento degli impianti elettrici, nel 1994 furono affidati al gruppo SASIB i lavori di rifacimento della linea aerea fra Bitonto e Barletta.
A partire dalla fine degli anni 1990 fu attuato, per fasi, il raddoppio del binario fino a Ruvo di Puglia, attivato nei primi anni duemila: nel 2004 da Bitonto a Ruvo di Puglia (18,525 km), nel 2005 da Palese a Bitonto (9,825 km) e nel 2006 da Palese a Fesca-San Girolamo (stazione in precedenza denominata Lamasinata) di 4,731 km, che richiese la realizzazione di un nuovo viadotto ad archi in cemento armato in adiacenza a quello preesistente per lo scavalcamento della ferrovia Adriatica.
Nel 2008 furono appaltati i lavori per la costruzione della variante a servizio dell'aeroporto di Bari, in un progetto comprendente la costruzione di oltre 7 km di ferrovia a doppio binario e due stazioni (Bari Aeroporto ed Europa), cofinanziato da oltre 27 milioni di euro del fondo FESR dell'Unione Europea, inaugurata il 20 luglio 2013.
Nel luglio 2010 fu attivata una nuova stazione nel comune di Bitonto, denominata Bitonto Santi Medici, dotata di due banchine coperte, un sottopasso e una sala d'attesa.
Il 12 luglio 2016 sulla linea è avvenuto un grave incidente ferroviario: a causa di errori umani nel controllo del traffico dei treni, due convogli che procedevano in direzioni opposte si sono scontrati frontalmente tra Andria e Corato, nel tratto a binario unico in cui la circolazione è regolata mediante consenso telefonico, causando la morte di 23 persone e oltre 50 feriti.
Attualmente il servizio è interrotto nella tratta Andria Sud-Barletta per consentire i lavori di raddoppio nel tratto Barletta Centrale-Andria Sud e l'interramento dei binari nella città di Andria; questo intervento consentirà la soppressione dei 4 passaggi a livello nella città federiciana e la costruzione delle stazioni Andria Nord e Andria Sud.
Nel maggio 2018 sono iniziati i lavori per il raddoppio del binario tra Andria e Corato. Il 3 aprile 2023 è stata riaperta la linea a doppio binario con sistema di sicurezza SCMT fino alla nuova stazione provvisoria di Andria Sud, in attesa del completamento del tratto Andria Sud - Barletta Centrale.
Nella stessa data è stata aperta anche la nuova stazione di Corato Sud-Ospedale.

## Caratteristiche
La linea è una ferrovia lunga 70 km, a scartamento ordinario di 1 435 mm ed elettrificata alla tensione di 3000 V in corrente continua tramite linea aerea di contatto. Il tratto Fesca San Girolamo - Andria Sud è a doppio binario, mentre resta a semplice binario fino a Barletta.
La ferrovia è armata con rotaie da 50 kg/m montate su traverse in cemento armato precompresso. L'alimentazione elettrica è fornita da 3 sottostazioni elettriche di conversione poste a San Cataldo, Ruvo e Andria.
La circolazione dei treni avviene con blocco automatico a correnti codificate bidirezionale da Bari ad Andria Sud mediante l'ACEI (Apparato Centrale Elettrico a Itinerari) di Bitonto e gli ACS (Apparato Centrale Statico) di Terlizzi e Ruvo e con blocco telefonico da Andria a Barletta, anche se il tratto è attualmente sospeso dalla circolazione. Il regime di circolazione adottato presenta la peculiarità di alcuni segnali dall'aspetto rosso-giallo entrambi lampeggianti per l'inoltro su binari in cui staziona materiale pronto per l'aggancio automatico, operazione che consente un utilizzo particolarmente versatile delle composizioni multiple.
Gli impianti di alimentazione elettrica sono costituiti da una corda portante da 120 mm² e un filo sagomato di pari sezione; la palificazione è di tipo Mannesmann. L'alimentazione proviene dalle sottostazioni elettriche di San Cataldo-Bitonto, Andria e Ruvo di Puglia.
Il progetto di raddoppio della tratta Ruvo di Puglia-Corato prevede 3 lotti funzionali:
- raddoppio della linea Ruvo di Puglia-Corato, con inizio alla progressiva km 36+735 nella stazione di Ruvo di Puglia e fine alla progressiva km 44+547 nella stazione di Corato, con sviluppo totale pari a 7812 metri;
- realizzazione della nuova Fermata Corato Sud-Ospedale che, collocata in posizione opposta all'esistente stazione di Corato, si propone di dare servizio all'utenza distribuita nei nuovi agglomerati urbani e all'ospedale civile della città;
- soppressione del passaggio a livello al km 43+517.03, causa di rallentamento del traffico veicolare in ingresso a Corato da Via Ruvo, con la realizzazione di un viadotto che sovrappassa la linea ferroviaria e collega la strada provinciale n. 2 con Via Teano.

Il progetto di raddoppio della tratta Corato-Andria nord prevede l'interramento e 3 stazioni:
- Andria Sud, presso la SP13 per Bisceglie, che servirà un quartiere polivalente di scuole e il futuro mercato ortofrutticolo;
- Andria Centro, cioè quella attuale, che diverrà accessibile anche dal popoloso quartiere 167 Europa;
- Andria Nord, a servizio del quartiere Monticelli e degli impianti sportivi della zona (campo di calcio Sant'Angelo dei Ricchi, palasport, pista di pattinaggio.

### Percorso
|  |  | Continuation backward |

| Unknown route-map component "d" |  |  | Straight track | Unknown route-map component "dCONTg" |

| Unknown route-map component "d" | Unknown route-map component "KBHFa-L" | Unknown route-map component "KBHFa-M" | Unknown route-map component "BHF-M" | Unknown route-map component "dKBHFe-R" |

| Unknown route-map component "kSTR2" | Unknown route-map component "tHSTae" | Straight track |

| Unknown route-map component "d" | Unknown route-map component "kSTRc1" | Unknown route-map component "kKRZl+4u" | Unknown route-map component "KRZu" | Unknown route-map component "dCONTfq" |

|  | Unknown route-map component "STR+c2" | Unknown route-map component "ABZg3" |

| Unknown route-map component "d" |  | Unknown route-map component "ABZg+1" | Junction both to and from left + Unknown route-map component "STRc4" | Unknown route-map component "dCONTfq" |

|  | Stop on track | Straight track |

| Unknown route-map component "KDSTaq" | Unknown route-map component "ABZg+r" | Straight track |

|  | Stop on track | Straight track |

| Unknown route-map component "exCONTgq" | Unknown route-map component "eKRZo" | Unknown route-map component "eABZgr+r" |

|  | Straight track | Unknown route-map component "SPLa" |

|  | Straight track | Unknown route-map component "vHST-STR" |

|  | Station on track | Unknown route-map component "vSTR-INT" |

| Unknown route-map component "d" |  | Unknown route-map component "ABZgl" | Unknown route-map component "vKRZu" | Unknown route-map component "dCONTfq" |

|  | Small non-passenger station on track | Unknown route-map component "SPLe" |

| 6+050   |
| (0+000) |

|  | Unknown route-map component "ABZg2" + Unknown route-map component "FRMc2" | Unknown route-map component "STR+c3" + Unknown route-map component "PORTAL2c3" |

| Unknown route-map component "d" |  | Station on track + Unknown route-map component "STRc1" + Unknown route-map component "PORTAL2c1" | Unknown route-map component "tSTR2+4" + Unknown route-map component "FRMc4" + Unknown route-map component "kSTR3" | Unknown route-map component "tdSTRc3" |

| Unknown route-map component "d" | Unknown route-map component "CONTgq" | Unknown route-map component "kKRZr+1o" | Unknown route-map component "kSTRc4" + Unknown route-map component "tSTRc1" | Unknown route-map component "tdSTR+4" |

| Unknown route-map component "d" |  | Stop on track |  | Unknown route-map component "dSTR" + Unknown route-map component "ldKRZu+G" + Unknown route-map component "ldKRZu+F" |

| Unknown route-map component "d" |  | Straight track |  | Unknown route-map component "tdHST" |

| Unknown route-map component "d" |  | Unknown route-map component "eHST" |  | Unknown route-map component "dSTR" + Unknown route-map component "ldKRZu+G" + Unknown route-map component "ldKRZu+F" |

| Unknown route-map component "d" |  | Straight track | Unknown route-map component "tSTRc2" | Unknown route-map component "tdSTR3" + Unknown route-map component "ldHST" |

| Unknown route-map component "d" | Unknown route-map component "exCONTgq" | Unknown route-map component "exSTR+r" + Unknown route-map component "STR+c2" | Unknown route-map component "tSTR3+1e" | Unknown route-map component "tdSTRc4" |

|  | Unknown route-map component "ABZg+1" | Unknown route-map component "STRc4" |

| Unknown route-map component "eHST" |

| Unknown route-map component "SKRZ-Au" |

| Unknown route-map component "eHST" |

|  | Unknown route-map component "exkkSTR2" + Straight track | Unknown route-map component "exkSTRc3" |

|  | Stop on track | Unknown route-map component "exkSTR+4" |

|  | Straight track | Unknown route-map component "exKBHFe" |

| Station on track |

| Stop on track |

| Station on track |

| Station on track |

| Station on track |

| Station on track |

| Station on track |

| Non-passenger station/depot on track |

| Unknown route-map component "eDST" |

| Unknown route-map component "SKRZ-Au" |

| Non-passenger station/depot on track |

| Unknown route-map component "CONT4+f" + Unknown route-map component "STRc2" | Unknown route-map component "ABZg3" |  |

| Unknown route-map component "ABZg+1" | Unknown route-map component "STR+c4" |  |

| Unknown route-map component "XBHF-L" | Unknown route-map component "KXBHFe-R" |  |

| Unknown route-map component "ABZgl" | Unknown route-map component "CONTfq" |  |

| Continuation forward |

Lunga 70 km, la ferrovia ha origine dalla stazione di Bari Centrale (attigua all'omonima stazione RFI) e attraversa il territorio dei comuni di Bari, Bitonto, Terlizzi, Ruvo di Puglia, Corato, Andria e Barletta.
Lasciata la stazione di origine, di testa, la linea impegna un tratto in galleria a singolo binario per poi affiancarsi alla ferrovia Adriatica, dalla quale si discosta in località Macchie, piegando verso l'interno.
Alla progressiva 6+050 ha inizio la variante attivata nel 2013, che prosegue lungo la tangenziale di Bari per dirigersi in trinceo verso viale Europa; l'aeroporto è raggiunto mediante una fermata in galleria, posta alle spalle di un parcheggio multipiano. Proseguendo in direzione di Bitonto, il binario si riallaccia al percorso preesistente al km 14+865, che risulta a doppio binario fino a Ruvo di Puglia.
Il tratto successivo transita per Andria, ove è previsto l'interramento del tracciato ferroviario con contestuale realizzazione delle fermate di Andria Sud e Andria Nord, nell'ambito delle opere di raddoppio della tratta finale Corato-Barletta; il medesimo progetto approvato nel 2009, prevede altresì una migliore interconnessione con la rete RFI nella stazione di Barletta, consentendo l'attuazione di collegamenti che sfruttino la ferrovia Barletta-Spinazzola di RFI.

## Traffico

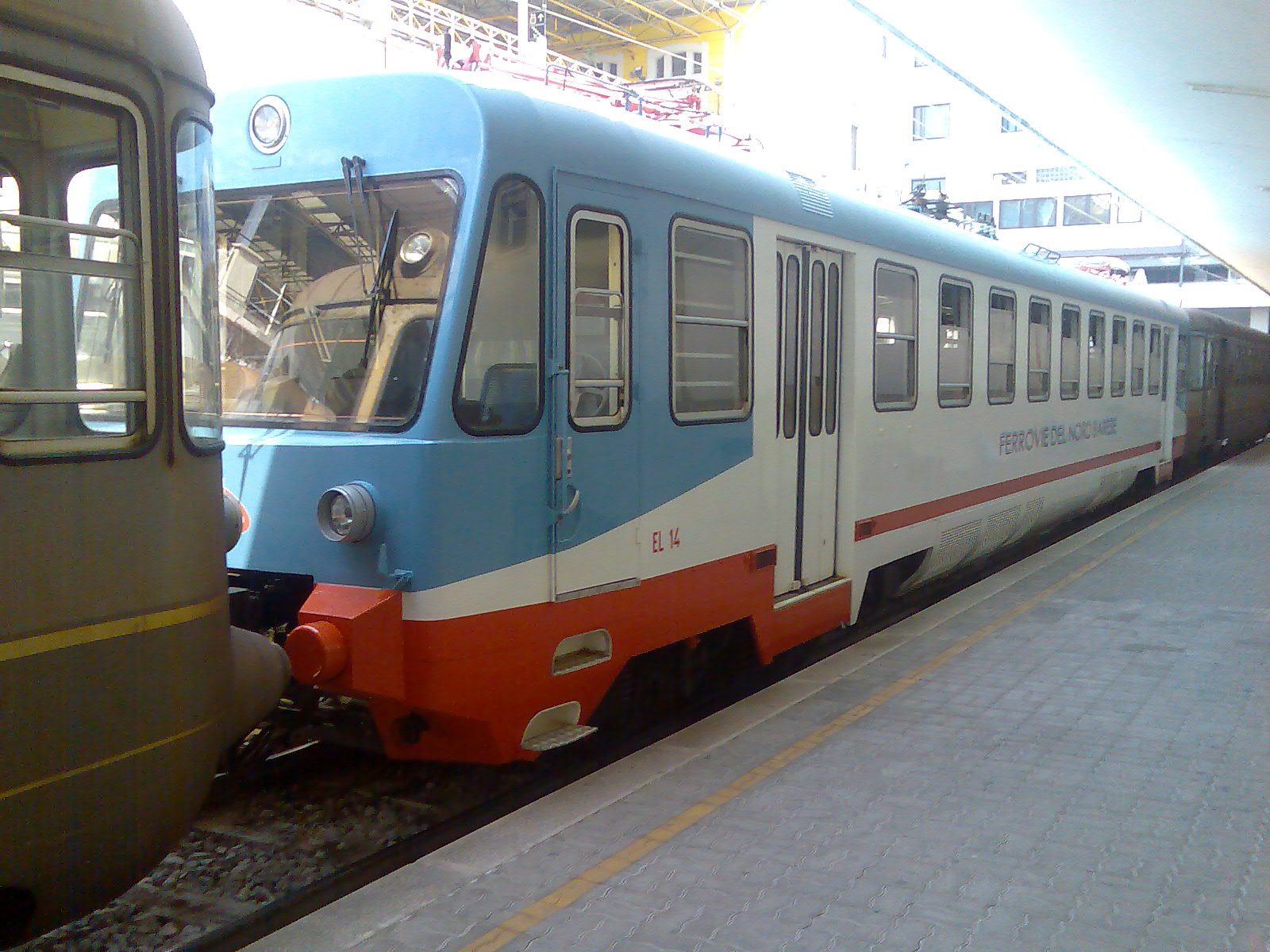
Elettromotrice OMS/Tibb

Nel 1964 entrarono in funzione 9 elettromotrici Stanga-TIBB con relative rimorchiate e due locomotive elettriche da 720 kW. Ad esse si aggiunsero via via altre unità che consentirono di modulare l'offerta intensificando le corse nell'area barese. Il successo fu immediato e presto la società per far fronte alle richieste dell'utenza dovette ricorrere al noleggio di materiale FS, all'acquisto di rotabili usati di provenienza tedesca tra cui una locomotiva DB V80 e di altre società italiane.
In seguito alla riorganizzazione dei servizi indotta dall'apertura al traffico della ferrovia Bari-San Paolo e della variante a servizio dell'Aeroporto di Bari, le relazioni vengono svolte sia con elettromotrici Stanga-TIBB e Firema E 126 e con la composizione di carrozze per medie distanze numerate nB 01-04, sia con gli elettrotreni Alstom Coradia e Stadler FLIRT ETR 431 e 342 del parco Ferrotramviaria.
Le relazioni denominate "Ferrovie del Nord Barese" sono strutturate mediante corse sull'intero percorso originario Bari-Barletta (linea FR 1) cui si aggiungono quelle che transitano dall'aeroporto (linea FR 2), alcune delle quali limitate a Bitonto (linea FM 2).
Il traffico merci, fino agli anni 1980 particolarmente fiorente sulla Bari-Barletta per la presenza di numerosi centri di produzione agricola e zootecnica, è ormai pressoché azzerato.

## Materiale rotabile
Ferrotramviaria dispone di un parco rotabili relativamente omogeneo e specializzato per relazioni passeggeri vicinali.
Per i servizi urbani e suburbani FM 1 e FM 2 sono utilizzati prevalentemente elettrotreni Alstom Coradia e Stadler FLIRT ETR 431 e 342, mentre i collegamenti regionali vedono l'impiego delle meno moderne elettromotrici Stanga-TIBB e Firema E 126 e dalla composizione di carrozze per medie distanze numerate nB 01-04.